# Claudio Guillén
Claudio Guillén (Paris, Setembro de 1924 — Madrid, 27 de Janeiro de 2007) foi um acadêmico e escritor espanhol.

## Biografia
Guillén era filho do poeta de Valladolid Jorge Guillén, membro destacado da Geracão de 27, que devido a Guerra Civil Espanhola se exilou juntamente com a sua família nos Estados Unidos. Estudou em Sevilha, Paris e nos Estados Unidos da América.
Durante a Segunda Guerra Mundial, alistou-se como voluntário das forças do general De Gaulle.
Foi Professor Catedrático das Universidades de San Diego (1965-1976), Princeton e Harvard (1978-1985).
Em 1982, Guillén regressou a Espanha, e nesse mesmo ano foi nomeado catedrático extraordinário de Literatura Comparada da Universidade Autónoma de Barcelona.
Em 2002 ingressou como membro da Real Academia Española, no lugar do cientista Rafael Alvarado.
Faleceu em Madrid no dia 27 de Janeiro de 2007, com 82 anos de idade.

## Prémios
- Prémio Nacional de Ensaio (Espanha) em 1999.
- Prémio Internacional de Ensaio 'Caballero Bonald' em 2005.

## Obras destacáveis
- Europa, ciencia e inconsciencia, (1997)
- El sol de los desterrados, (1995)
- Teoría de la Historia de la Literatura, (1989)
- El primer Siglo de Oro, (1988)
- Entre lo uno y lo diverso, (1985)
- Múltiples moradas, (1998)
- Entre el saber y el conocer, (2001)
- Desde el asombro. Sobre los Albertis. Tres poemas de Lorca (2004)